# Vigaña (Grado)
Vigaña es una parroquia del concejo de Grado, en el Principado de Asturias (España). Alberga una población de 26 habitantes (INE 2009) en 31 viviendas. Ocupa una extensión de 3,94 km².
Está situada en el flanco occidental del sector central del concejo. Limita al norte y al este con la parroquia de Santa María de Villandás; al el sur con la de Restiello; y al oeste con el concejo de Belmonte de Miranda, concretamente con la parroquia de Belmonte.
Al oeste de la parroquia, en la loma divisoria con términos de Belmonte de Miranda, conocida como Alto del Cascayu, se asentaba una necrópolis tumular, hoy prácticamente arrasada, de la cual aún se perciben los vestigios de siete estructuras.
Se conservan otros dos túmulos más al sur, en el paraje denominado El Toural, anexo como en el caso precedente a la antigua ruta del Camín Real de La Mesa. En el cerro de Castrofabeiro, situado al sureste de la parroquia, en la vertiente opuesta de la
vaguada, se localiza un asentamiento castreño.
Uiganna de Salzedo aparece entre las propiedades del Monasterio de Belmonte que confirma en el año 1151 el rey Alfonso VII, junto a sus hijos Sancho, Fernando y Sancha.
Antiguamente se celebraba con misa y romería las festividades de San Antonio de Padua, el 13 de junio, y la Virgen de Patrocinio, el segundo domingo de noviembre; y con oficio religioso el día del patrono, San Martín.

## Poblaciones
Según el nomenclátor de 2009 la parroquia está formada por una única población:
- Vigaña (lugar): 26 habitantes.

Este núcleo, se sitúa a media ladera, orientado al sureste, dominando un amplio tramo de la cabecera del río Vega. Dista de la
capital del concejo, Grado, aproximadamente 14,5 km, a través de la carretera AS-311.